# Diversidad sexual en Montserrat
Las personas lesbianas, gays, bisexuales y transgénero (LGBT) en Montserrat enfrentan desafíos legales que no experimentan los residentes no LGBT. La actividad sexual entre personas del mismo sexo es legal en Montserrat desde 2001.

## Ley sobre la actividad sexual entre personas del mismo sexo
Antes de 2001, el sexo anal y el sexo oral tanto para heterosexuales como para hombres homosexuales eran delitos penales. El lesbianismo nunca ha sido ilegal en Montserrat. Los actos sexuales consentidos entre dos adultos en privado fueron expresamente despenalizados por orden del Consejo Privado del Reino Unido y afectó las leyes de otros cuatro territorios de ultramar del Reino Unido (Anguila, Islas Caimán, Islas Turcas y Caicos y las Islas Vírgenes Británicas), de conformidad con las Secciones 3(1) y 3(7) de la Orden de los Territorios del Caribe (Derecho Penal) de 2000. Según el artículo 4 de la orden, la ley se aprobó con carácter retroactivo. Hay dos excepciones a la ley: el sexo en grupo y el sexo en público siguen siendo delitos penales y también pueden dar lugar a cargos por indecencia grave y otras leyes sobre delitos sexuales menores.
La edad de consentimiento es más alta para los homosexuales (18) que para los heterosexuales (16).
Como territorio británico de ultramar, Montserrat debe cumplir con sus obligaciones en virtud de los instrumentos internacionales de derechos humanos. Específicamente, esto incluye la adhesión al Convenio Europeo de Derechos Humanos, que destaca la responsabilidad de garantizar la no discriminación y la igualdad.

## Reconocimiento de las relaciones entre personas del mismo sexo
El matrimonio entre personas del mismo sexo y las uniones civiles no son legales en Montserrat. Sólo el matrimonio entre personas del sexo opuesto está protegido constitucionalmente, como dice el artículo 10 (1) de la Constitución:

Sin perjuicio de lo dispuesto en el artículo 16, todo hombre y mujer en edad de contraer matrimonio (según lo determine cualquier ley) tiene derecho a casarse con una persona del sexo opuesto y a fundar una familia.

## Protecciones contra la discriminación
El artículo 16 de la Constitución de Montserrat y el artículo 79 del Código del Trabajo prohíben la discriminación por orientación sexual:

La expresión "discriminatorio" significa otorgar un trato diferente a diferentes personas por cualquier motivo, como sexo, orientación sexual, raza, color, idioma, religión, opinión política o de otra índole, origen nacional o social, asociación con una minoría nacional, propiedad, nacimiento u otro estatus.

## Condiciones de vida
La escena gay es muy limitada. No hay bares, discotecas o locales gay en Montserrat, aunque varios hoteles dan la bienvenida a turistas gay y tienen políticas de no discriminación.
Si bien la sociedad de Montserrat tiende a ser tolerante con las relaciones entre personas del mismo sexo, las muestras abiertas de afecto entre parejas del mismo sexo pueden resultar ofensivas.